# حسن شکیبا نوبری
حسن شکیبا نوبری سیاست‌مدار ایرانی بود، که در  دوره بیست و دوم بعنوان نماینده تبریز در مجلس شورای ملی حضور داشت.